# Pia Raug
Pia Raug Nielsen (født 21. februar 1953 i Odense) er en dansk sangerinde, sangskriver, komponist og forfatter.
Raug voksede op i et hjem med en far, der var musiker og bl.a. spillede på sav. Derfor var musikken en naturlig ting i hendes liv. Og da hun i 1973 flyttede til Århus for at læse på Aarhus Universitet kom hun her hurtigt i kontakt med byens folkemusikmiljø og begyndte at optræde.
Hun udgav i 1978 sin første LP, Hej lille drøm, som indbragte hende en guldplade for 50.000 solgte eksemplarer.
Fra den stammer hendes nok mest kendte sang Regnvejrsdag i november. Ebba Munk skrev teksten og Raug musikken.
Her findes både Raugs oversættelse af Janis Ians At seventeen og titelnummeret Hej, lille drøm, som også var en Munk-Raug sang.
I 1984 udgav hun på grund af frygt for en kræftsygdom prosadigtet Huset. I 2000  kom romanen Bristepunktet.
Pia Raug har altid været politisk aktiv på venstrefløjen og stillede i 1991 op for Enhedslisten uden at blive valgt.
De sidste par år har Pia Raug især sunget salmer og optrådt i kirker.
Hun er KODA's repræsentant i komponisternes verdenskongres CIAM.
Hun blev på Junibevægelsens landsmøde 2008 valgt til ledelsen.

## Udgivelser

### Musik
- Hej Lille Drøm, 1978
- Saga, 1979
- Det, 1981
- Iskrystaller, 1983
- Længsel, 1987
- Forår i Menneskenes Land, 1988
- Husker du, 1990
- Håbet, 1991
- Hjertesproget, 1993
- Silke og stål, 1994
- Ind Under Jul, 1996
- Farver og Forvandlinger, 1998

### Bøger
- Huset: nøgen går jeg i bevidsthedens hus (prosa), 1984
- Bristepunktet (roman), 2000

## Henvisning
1. ↑  "Landsledelse 2008/09". Junibevægelsen. Arkiveret fra originalen 7. oktober 2008. Hentet 2008-11-15.